# 李村镇 (邢台市)
李村镇，是中华人民共和国河北省邢台市信都区下辖的一个乡镇级行政单位。

## 行政区划
李村镇下辖以下地区：
李村社区、邓庄社区、西北留村、后留村、东前留村、西前留村和中留村。